# 特雷弗·诺亚
特雷弗·诺亚（1984年2月20日—），又称崔娃或崔那娃，是一位南非喜剧演员、作家、制片人、政治评论员和电视主持人。2015年，他接手了美国电视频道喜剧中心的深夜政治讽刺新闻节目《每日秀》。
诺亚出生于约翰内斯堡，从2002年开始在其祖国南非开启喜剧演员、主持人和演员的职业生涯。随后，他在南非广播公司（SABC）担任了多个电视节目的主持人，并在2008年获得了南非《严格来跳舞》比赛第四季的亚军。从2010年到2011年，诺亚一直担任深夜脱口秀节目《今夜与特雷弗·诺亚在一起》（Tonight with Trevor Noah）的创作者和主持人，该节目在M网和DStv播出。
脱口秀的喜剧事业在国际上获得成功之后，诺亚开始出现在美国的晚间娱乐节目和英国的小组比赛节目中。2014年，诺亚成为每日秀资深国际通讯员，次年，他接任了长期主持人乔恩·斯图尔特的职位，并将一直担任这一职位到2022年。
诺亚的自传喜剧书籍《以母之名》于2016年出版，获得了广泛好评。诺亚在2017年和2018年被《好莱坞报道》评为“纽约媒体35位最具影响力人物”之一。2018年，《时代杂志》将他评为全球100位最具影响力人物之一。

## 早年经历
1984年2月20日，特雷弗·诺亚出生于南非约翰内斯堡。他的父亲罗伯特（Robert）是瑞士德国人，他的母亲帕特里夏·诺布伊赛洛·诺亚（Patricia Nombuyiselo Noah）是科萨人血统，在10岁或11岁时皈依犹太教。但她没有让他皈依，尽管她向他介绍了犹太教的某些方面及做法。 
根据南非种族隔离法，诺亚的母亲被划分为黑人，父亲被划分为白人，而诺亚本人则被划分为有色人种。按照种族隔离法，在他出生时，他父母的跨种族关系是非法的，因此诺亚的母亲被南非政府关进监狱并罚款。直到诺亚出生的第二年，《1985年不道德与禁止通婚修正案》才将跨种族的性关系和婚姻合法化。帕特里夏和她的母亲诺玛利佐·弗朗西斯·诺亚（Nomalizo Frances Noah）在黑人小镇索韦托将特雷弗抚养长大。诺亚在约翰内斯堡一所天主教学校私立玛丽维尔学院（Maryvale College）度过了自己的青春（三岁时开始学前教育，五岁时进入小学）。在他童年时期，他每周四参加天主教会的礼拜，每周日参加多种服务。

## 职业生涯

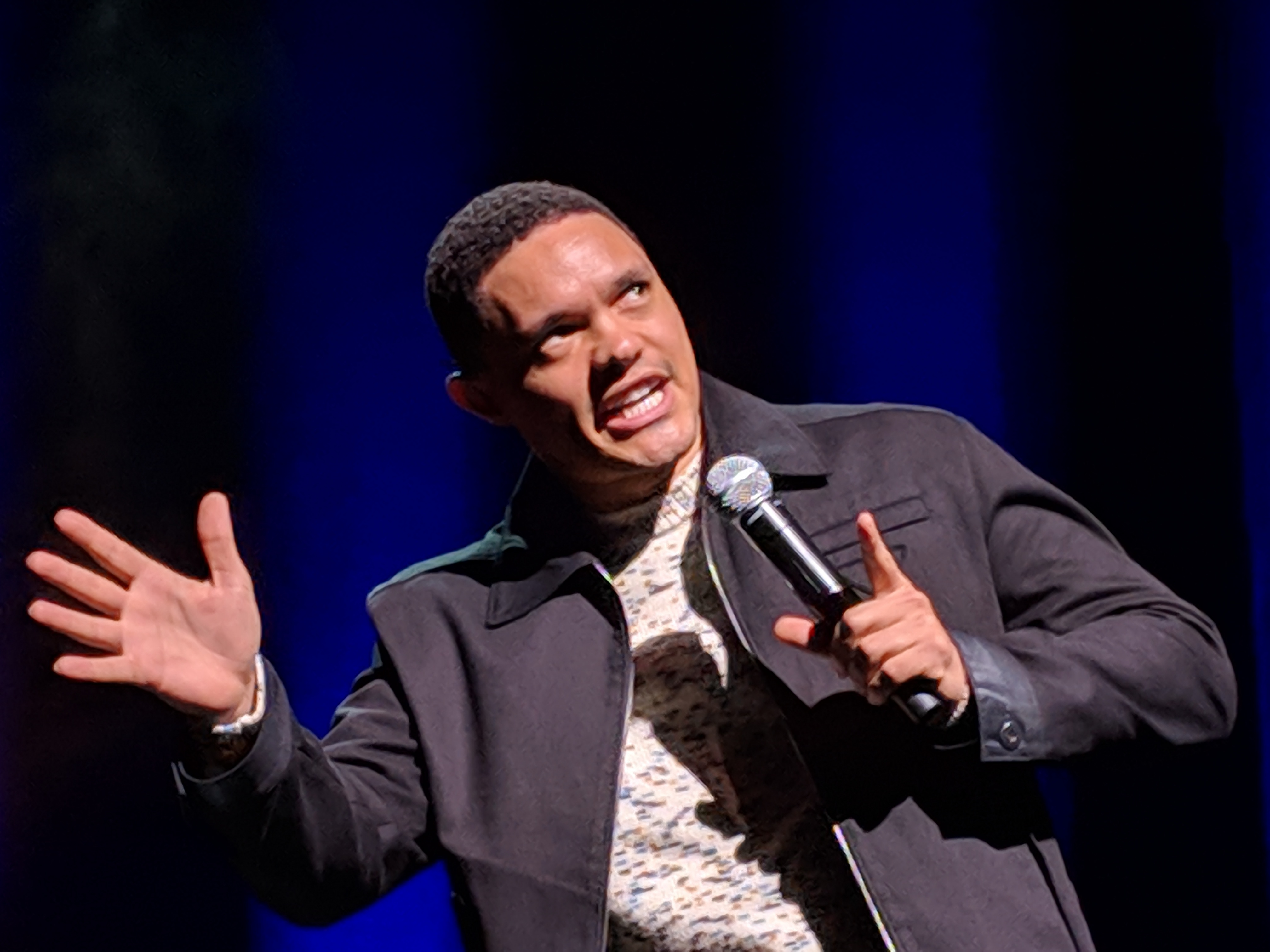
诺亚于2019年2月在他的《声音又大又清晰》巡回演出中表演

2002年，诺亚18岁，在南非肥皂剧《伊斯丁戈》的一集中扮演了一个小角色。然后，他开始在豪登省主要的青年电台YFM上主持自己的广播节目《诺亚方舟》。后来诺亚放弃了广播节目，转而专注于喜剧，与他共同演出过的有：南非喜剧演员戴维·考（David Kau）、卡吉索·莱迪加、里亚德·穆萨、达伦·辛普森、马克·洛特林、巴里·希尔顿和尼克·拉比诺维茨，国际喜剧演员保罗·罗德里格斯、卡尔·巴伦、丹·伊里奇和保罗·泽丁，他还在2007年11月担任过美国喜剧演员加布里埃尔·伊格莱西亚斯的暖场嘉宾，也担任过加拿大喜剧演员拉塞尔·彼得斯南非巡演的暖场嘉宾。
诺亚继续在SABC 2主持教育电视节目《跑步冒险》（Run the Adventure，2004-2006年）。2007年，他在SABC 1上主持了八卦主题的节目《真正的戈博扎》（The Real Goboza），也在SABC上主持了体育节目《西亚拉拉》（Siyadlala）。2008年，诺亚与帕比·莫洛伊（Pabi Moloi）共同主持了《了不起的约会》（The Amazing Date，约会游戏节目），并且参加了《严格来舞蹈》第四期的竞赛。2009年，他主持了第三届年度南非电影电视奖（SAFTAs），并与尤金·霍扎（Eugene Khoza）共同主持了现实竞赛系列《斧头甜蜜生活》（The Axe Sweet Life）。2010年，诺亚主持了第16届年度南非音乐奖，及M网的《今夜与特雷弗·诺亚在一起》（Tonight with Trevor Noah，第二期转移到了DStv的姆赞西魔术频道[Mzansi Magic Channel]）。2010年，诺亚还成为了南非第三大手机网络运营商Cell C的代言人和消费者保护代理。
诺亚表演的足迹遍布整个南非，包括《只有黑人喜剧秀》（The Blacks Only Comedy Show）、《重量级喜剧酱》（Heavyweight Comedy Jam）、《沃达康校园喜剧巡演》（Vodacom Campus Comedy Tour）、开普敦国际喜剧节(Cape Town International Comedy Festival)、乔兹喜剧节(Jozi Comedy Festival)和《巴芬妮巴芬妮》（Bafunny Bafunny，2010年）。他在南非的脱口秀喜剧特别节目包括《日行者》（The Daywalker，2009）、《疯狂的常态》（Crazy Normal，2011）、《那是种族主义者》（That's Racist，2012）和《是我的文化》（It's My Culture，2013）。
2011年，他移居美国。2012年1月6日，诺亚成为出现在《今夜秀》中的首位南非脱口秀喜剧演员；2013年5月17日，他又成为出现在《大卫·莱特曼晚间秀》中的首位。诺亚还是2012年的纪录片《你笑了，但那是真的》（You Laugh But It's True）一片的主题。同年，他主演了单人喜剧节目《特雷弗·诺亚：种族主义者》（Trevor Noah: The Racist），这是根据他的南非特辑《那是种族主义者》改编的。9月12日，诺亚成了南非的南非语歌手史蒂夫·霍夫梅尔《喜剧中心吐槽大会》的“吐槽大师”（Roastmaster）。2013年，他表演了喜剧特别节目《特雷弗·诺亚：非裔美国人》（Trevor Noah: African American）。2013年10月11日，他成为英国广播公司第二台喜剧小组节目《QI》的嘉宾。2013年11月29日，他在第四台的游戏节目《十猫之八》中担任组员，并于2014年9月12日在《十猫之八倒计时》中出现在肖恩·洛克的战队中。

### 《每日秀》
2014年12月，诺亚成为《每日秀》的定期撰稿人。2015年3月30日，喜剧中心宣布诺亚将接替乔恩·斯图尔特担任《每日秀》的主持人；他的任期于2015年9月28日开始。
在宣布他成为斯图尔特继任者后的几个小时内，互联网上就引发了对诺亚在Twitter上所发布笑话的关注，其中有些被指冒犯女性，另一些则被视为反犹太主义或取笑犹太人大屠杀。诺亚在推特上回应说：“将我的观点简化为几个不着调的笑话，既不是对我性格的真实反映，也不是我作为喜剧演员的进化。”喜剧中心表示支持诺亚，在声明中说：“像很多喜剧演员一样，特雷弗·诺亚突破界限；他具有挑衅性，不遗余力，包括他本人在内……根据几个笑话来判断他或他的喜剧是不公平的。特雷弗是一位才华横溢的喜剧演员，在喜剧中心有着光明的前途。”南非犹太人代表委员会（South African Jewish Board of Deputies，简称SAJBD）主席玛丽·克鲁克（Mary Kluk）表示，这些笑话并不是反犹太偏见的标志，它们是诺亚喜剧风格的一部分。
诺亚的处子秀受到了好评。《纽约时报》的詹姆斯·波涅沃兹克赞扬了诺亚和节目的写手，他说：“诺亚先生的首演非常成功，这也是因为操作系统（节目的写作）很接地气”。《洛杉矶时报》的罗伯特·劳埃德（Robert Lloyd）将诺亚形容为“迷人而沉稳，与习惯滑稽和惊讶的斯图尔特相比，几乎是低调的”。诺亚在演出中的成功促成了喜剧中心和Netflix的三场脱口秀特别节目。
2017年9月14日，喜剧中心宣布将诺亚作为《每日秀》主持人的合同延长了五年至2022年。他还将为喜剧中心制作并主持年度的年终特别节目。
2017年4月，诺亚为乔丹·克莱珀尔开发脱口秀节目。2017年7月，该节目的名称被揭晓为《与乔丹·克莱珀尔对面》，并将于2017年9月25日首播。2018年6月15日，喜剧中心宣布将在一季结束后取消该节目，但克莱珀尔将主持每周一次在黄金时段的新纪录片《克莱珀尔》。该系列于2019年5月9日首映。
2018年2月宣布，诺亚将与小罗伊·伍德合作制作一个节目，名为《杰斐逊郡：缓刑》（Jefferson County: Probation）。2018年3月，诺亚与维亚康姆签订了一份多年期合同，授予其诺亚未来任何节目的首映权，包括电视、故事片或短视频内容。除交易外，诺亚还将成立一家国际生产和发行公司，名为零日制片（Day Zero Productions）。
2022年9月，诺亚宣布将从《每日秀》离职，其最后一期《每日秀》于2022年12月8日播出。

### 书籍

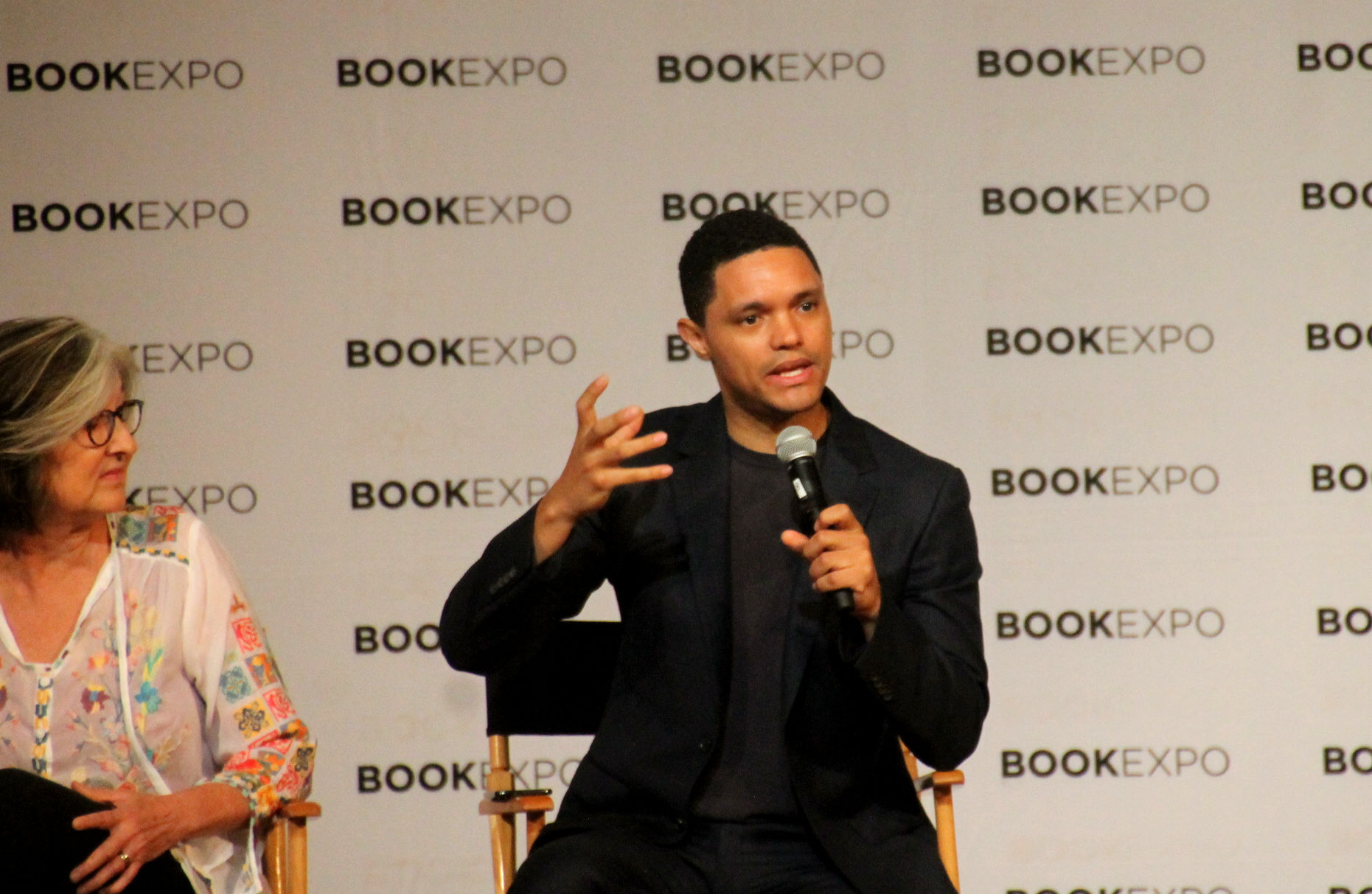
诺亚在2018书展（BookExpo 2018）上演讲

2016年1月宣布，诺亚与斯皮格尔与格劳签署了图书交易。他的书《天生有罪》于2016年11月15日出版，并受到美国主要书评人的好评。除了作者之外，他的母亲在这本书中也扮演了核心角色，而他的欧洲父亲却只是偶尔提到。它成为《纽约时报》畅销书第一名，并被《纽约时报》、《新闻日报》、《时尚先生》、全国公共广播电台和《书单》评为年度最佳书籍之一。官方宣布，根据该书改编的电影将由露皮塔·尼永奥饰演诺亚的母亲帕特里夏。她还将与诺亚一起担任该片的联合制片人。
2018年2月，诺亚宣布将撰写第二本书。2018年，诺亚和《每日秀》的写作人员 将发行《唐纳德·J·特朗普总统Twitter图书馆》（The Donald J. Trump Presidential Twitter Library）。该书包含数百条特朗普的推文，并由普利策奖获得者历史学家乔恩·马塞姆作序。

### 其它作品
2017年，他在《音乐之乡》露面。2018年，他还出现在《黑豹》和《美国破坏者》中。

## 在中国爆红
在2018－2019年中美贸易战期间，特雷弗·诺亚在2019年5月22日的《每日秀》中，先浅谈了5G技术将给世界带来的变化，接着吐槽了美国打压华为的行为是“玩脏的”，最后还不忘吐槽了AT&T的5G E事件。由于诺亚说到了中国网友的心里，该节目的视频在中国的网上迅速传播。
随后，27日CCTV引用了该节目的部分片段，让中国观众了解到，对特朗普政府打压华为的行为，美国国内也存在不同声音。而央视对该节目的报道，又引起了《华盛顿邮报》、《国会山报》等美媒的注意。
诺亚本人也注意到了这一报道，并在新一期节目中作出了回应。他兴奋地大叫：“宝贝，中国报道我了！”并不无得意地说：“听见了没？‘著名节目主持人’！”他在接手《每日秀》时，梦想就是让全球观众都看到这个节目，现在他认为他的梦想成真了，而且非常成功，因为他成功引起了中国这个世界上最庞大人群的注意，并得到了喜爱。

## 影响力
诺亚谈过在喜剧上影响他的人：“王者们是无可争议的。理查德·普赖尔、比尔·考斯比；对我个人而言，在我开始搞喜剧之前我并不知道他，但艾迪·墨菲改变了我对这件事的看法，我当然将他视为在喜剧上影响我的人。克里斯·洛克和戴夫·查普尔，就现代黑人喜剧演员而言，这些人奠定了基础，并为所有喜剧演员划定了界限，不仅是黑人喜剧演员。”在被任命接替斯图尔特作为《每日秀》主持人之后，他还表示乔恩·斯图尔特是他的导师，对他产生了影响。在《纽约时报》的采访中，诺亚将斯图尔特比作“犹太的尤达”，并讲述了斯图尔特给他的建议，说：“乔恩所做的最令人惊讶的事情是，他没有要求我。他没有说‘你需要继续我的表演。’他特别说：‘作你的表演。作最好的你。’我将乔恩的这些教导用到了我所做的一切中。”
有些喜剧演员说受到了诺亚的影响，包括米歇尔·沃尔夫、乔丹·克莱珀尔和哈桑·明哈。诺亚的种族混血、他在索韦托长大的经历以及对人种和种族的观察是他喜剧的主要主题。

## 私人生活
诺亚会讲多种语言，包括英语、科萨语、祖鲁语、塞索托语、茨瓦纳语、聪加语、南非语和德语。
1992年，诺亚的母亲帕特里夏·诺布伊赛洛嫁给了恩吉萨维尼·阿贝尔·辛甘格（Ngisaveni Abel Shingange），他们有两个儿子，安德鲁（Andrew）和艾萨克（Isaac）。特雷弗和他母亲都被辛甘格虐待，并于1996年合法离婚。2009年，在嫁给斯菲索·科扎（Sfiso Khoza）之后，辛甘格朝她的腿和脑后射击。她幸免于难，因为子弹从她头部的底部穿过，避开了脊髓、大脑以及所有主要的神经和血管，仅在穿出时对鼻孔有轻微的伤害。当诺亚通过电话与他对峙时，辛甘格威胁要他的命，因此诺亚离开约翰内斯堡前往洛杉矶。2011年，辛甘格因谋杀未遂而被定罪，并于次年被判三年监禁。诺亚表示，他希望对此事件的关注能够提高人们对南非的家庭暴力这一更广泛问题的认识：“多年来，我的母亲一直因家庭暴力向警方求助，但警方什么都没有做。这是南非的普遍现象。卷宗不见了，案件也从不上法庭。”
诺亚将自己描述为具有进步精神和全球视野。然而，他澄清说，他认为自己是“进步的人”，而不是“政治进步的人”，并且希望在美国的党派关系中不要被归类为右派或左派。
2018年4月，他成立了特雷弗·诺亚基金会（Trevor Noah Foundation），这是一家总部位于约翰内斯堡的非营利组织，为孤儿和弱势青少年提供必要的教育、生活技能和社会资本，以寻求更多的机会。诺亚生活在纽约市。
诺亚与南非理疗师丹妮·加布里埃尔（Dani Gabriel）和美国模特兼歌手乔丹·泰勒（Jordyn Taylor）保持着关系。

## 影视作品

### 电影
| 年份 | 名称                                          | 角色                  | 备注   |
| ---- | --------------------------------------------- | --------------------- | ------ |
| 2011 | 你笑了，但这是真的（You Laugh But It's True） | 他自己                | 记录片 |
| 2011 | Taka Takata                                   | 皮洛（Pilo）          |        |
| 2012 | 疯狂伙伴                                      | 布基（Bookie）        |        |
| 2018 | 黑豹                                          | 格劳特（Griot，配音） |        |
| 2022 | 黑豹2：瓦干達萬歲                             | 格劳特（Griot，配音） |        |

### 电视节目
| 年份        | 名称                                                                          | 角色             | 备注                               |
| ----------- | ----------------------------------------------------------------------------- | ---------------- | ---------------------------------- |
| 2002        | 伊斯丁戈                                                                      | 聚会上的少年     | 1集                                |
| 2008        | 奇妙的约会（The Amazing Date）                                                | 他自己（主持人） | 13集                               |
| 2009        | 特雷弗·诺亚：日行者（Trevor Noah: The Daywalker）                             | 他自己           | 脱口秀特辑                         |
| 2010–2011   | 今夜与特雷弗·诺亚在一起（Tonight with Trevor Noah）                           | 他自己（主持人） | 26集；也是创作者、编剧和执行制片人 |
| 2011        | 特雷弗·诺亚：疯狂的常态（Trevor Noah: Crazy Normal）                          | 他自己           | 脱口秀特辑                         |
| 2012        | 那是种族主义者（Trevor Noah: That's Racist）                                  | 他自己           | 脱口秀特辑                         |
| 2012        | 史蒂夫·霍夫曼的喜剧中心吐槽大会                                               | 他自己（主持人） | 电视特辑                           |
| 2012        | 加布里埃尔·伊格莱西亚斯提出站起来革命                                         | 他自己           | 第“2.1”集                          |
| 2013年      | 特雷弗·诺亚：非洲裔美国人（Trevor Noah: African American）                    | 他自己           | 脱口秀特辑                         |
| 2013年      | 特雷弗·诺亚：是我的文化（Trevor Noah: It's My Culture）                       | 他自己           | 脱口秀特辑                         |
| 2014 - 2015 | 乔恩·斯图尔特每日秀                                                           | 他自己（通讯员） | 5集                                |
| 2015 - 2022 | 特雷弗·诺亚每日秀                                                             | 他自己（主持人） | 兼写手和执行制片人                 |
| 2015        | 特雷弗·诺亚：迷失在翻译中（Trevor Noah: Lost in Translation）                 | 他自己           | 脱口秀特辑                         |
| 2015        | 特雷弗·诺亚：回报有趣（Trevor Noah: Pay Back the Funny）                      | 他自己           | 脱口秀特辑                         |
| 2017年      | 特雷弗·诺亚：怕黑（Trevor Noah: Afraid of the Dark）                          | 他自己           | 脱口秀特辑                         |
| 2017年      | 音乐之乡                                                                      | 他自己           | “火和雨”一集                       |
| 2017年      | 特雷弗·诺亚：我的门廊上有个古普塔（Trevor Noah: There's a Gupta On My Stoep） | 他自己           | 脱口秀特辑                         |
| 2017–2018   | 与乔丹·克莱珀尔对面                                                           | 无               | 128集：联合创作人兼执行制片人      |
| 2018        | 美国破坏者                                                                    | 他自己           | “停电”（The Brownout）一集         |
| 2018        | 特雷弗·诺亚：帕特里夏之子（Trevor Noah: Son of Patricia）                     | 他自己           | 脱口秀特辑                         |
| 2019        | 克莱珀尔                                                                      | 无               | 8集；执行制片人                    |

## 获奖
| 年份 | 奖项                                                     | 类别 | 提名作品                                                                 | 结果 | 参      |
| ---- | -------------------------------------------------------- | --- | ------------------------------------------------------------------------ | ---- | ------- |
| 2012 | 南非滑稽演员选择奖（South African Comics' Choice Award） | 年度滑稽演员（Comic of the Year） | 年度滑稽演员（Comic of the Year）                                        | 獲獎 | [ 81 ]  |
| 2014 | 南非滑稽演员选择奖（South African Comics' Choice Award） | 年度滑稽演员（Comic of the Year） | 年度滑稽演员（Comic of the Year）                                        | 提名 | [ 82 ]  |
| 2014 | MTV非洲音乐奖                                            | 年度人物（Personality of the Year） | 年度人物（Personality of the Year）                                      | 提名 | [ 83 ]  |
| 2015 | MTV非洲音乐奖                                            | 年度人物（Personality of the Year） | 年度人物（Personality of the Year）                                      | 獲獎 | [ 84 ]  |
| 2016 | 有色人种进步协会形象奖                                   | 杰出脱口秀系列 | 特雷弗·诺亚每日秀                                                        | 提名 | [ 85 ]  |
| 2016 | 有色人种进步协会形象奖                                   | 杰出综艺（系列或特别节目） | 特雷弗·诺亚每日秀                                                        | 提名 | [ 85 ]  |
| 2016 | 有色人种进步协会形象奖                                   | 杰出主持人（新闻、谈话、现实或综艺，系列或特别节目，Outstanding Host in a News, Talk, Reality, or Variety (Series or Special)）                                  | 特雷弗·诺亚每日秀                                                        | 提名 | [ 85 ]  |
| 2016 | 评论家选择电视奖                                         | 最佳脱口秀 | 特雷弗·诺亚每日秀                                                        | 提名 | [ 86 ]  |
| 2017 | 佐拉·尼尔·赫斯顿奖（Zora Neale Hurston Award）           | 佐拉·尼尔·赫斯顿奖（Zora Neale Hurston Award） | 天生有罪                                                                 | 獲獎 | [ 87 ]  |
| 2017 | 有色人种进步协会形象奖                                   | 杰出文学作品–传记/自传（Outstanding Literary Work – Biography / Auto-biography）                                                                                 | 天生有罪                                                                 | 獲獎 | [ 88 ]  |
| 2017 | 有色人种进步协会形象奖                                   | 杰出文学作品–新人作者（Outstanding Literary Work – Debut Author）                                                                                                | 天生有罪                                                                 | 獲獎 | [ 88 ]  |
| 2017 | 美国编剧工会奖                                           | 喜剧/综艺–谈话系列 | 特雷弗·诺亚每日秀                                                        | 提名 | [ 89 ]  |
| 2017 | 尼克频道儿童选择奖                                       | 最喜爱的非洲明星（Favourite African Star） | 特雷弗·诺亚每日秀                                                        | 獲獎 | [ 90 ]  |
| 2017 | GLAAD媒体奖                                              | 杰出单集脱口秀（Outstanding Talk Show Episode） | 特雷弗·诺亚每日秀：当归罗斯（Angelica Ross）                             | 獲獎 | [ 91 ]  |
| 2017 | MTV影视大奖                                              | 最佳主持人（Best Host） | 特雷弗·诺亚每日秀                                                        | 獲獎 | [ 92 ]  |
| 2017 | 黄金时段艾美奖                                           | 杰出短综艺系列 | 特雷弗·诺亚每日秀：场景之间（Between the Scenes）                        | 獲獎 | [ 93 ]  |
| 2017 | 瑟伯之家                                                 | 美国幽默 | 天生有罪                                                                 | 獲獎 | [ 94 ]  |
| 2018 | 有色人种进步协会形象奖                                   | 杰出谈话系列 | 特雷弗·诺亚每日秀                                                        | 提名 | [ 95 ]  |
| 2018 | 有色人种进步协会形象奖                                   | 杰出主持人（谈话或新闻/信息节目，系列或特辑，个人或组合，Outstanding Host in a Talk or News/Information (Series or Special) – Individual or Ensemble）           | 特雷弗·诺亚每日秀                                                        | 提名 | [ 95 ]  |
| 2018 | 美国编剧工会奖                                           | 喜剧/综艺–谈话系列 | 特雷弗·诺亚每日秀                                                        | 提名 | [ 96 ]  |
| 2018 | GLAAD媒体奖                                              | 杰出单集脱口秀 | 特雷弗·诺亚每日秀：反退伍军人对禁令的反应（Trans Veterans React to Ban） | 提名 | [ 97 ]  |
| 2018 | GLAAD媒体奖                                              | 杰出单集脱口秀 | 与乔丹·克莱珀尔对面：达妮卡·罗姆                                         | 提名 | [ 97 ]  |
| 2018 | 黄金时段艾美奖                                           | 杰出综艺谈话系列 | 特雷弗·诺亚每日秀                                                        | 提名 | [ 93 ]  |
| 2018 | 黄金时段艾美奖                                           | 杰出互动节目 | 特雷弗·诺亚每日秀                                                        | 提名 | [ 93 ]  |
| 2018 | 黄金时段艾美奖                                           | 杰出短综艺系列 | 特雷弗·诺亚每日秀：场景之间                                              | 提名 | [ 93 ]  |
| 2018 | 人民选择奖                                               | 2018年度夜间脱口秀（The Nighttime Talk Show of 2018） | 特雷弗·诺亚每日秀                                                        | 提名 | [ 98 ]  |
| 2019 | 多利安奖                                                 | 年度电视时事节目（TV Current Affairs Show of the Year） | 特雷弗·诺亚每日秀                                                        | 提名 | [ 99 ]  |
| 2019 | 美国制片人协会奖                                         | 2018年美国制片人协会奖\|Producers Guild of America Awards 2018\|杰出直播娱乐与谈话电视节目制作人（Outstanding Producer of Live Entertainment & Talk Television） | 特雷弗·诺亚每日秀                                                        | 提名 | [ 100 ] |
| 2019 | 有色人种进步协会形象奖                                   | 杰出谈话系列 | 特雷弗·诺亚每日秀                                                        | 提名 | [ 101 ] |
| 2019 | 有色人种进步协会形象奖                                   | 杰出主持人（谈话或新闻/信息节目，系列或特辑，个人或组合） | 特雷弗·诺亚每日秀                                                        | 提名 | [ 101 ] |
| 2019 | 有色人种进步协会形象奖                                   | 杰出喜剧系列编剧（Outstanding Writing in a Comedy Series） | 特雷弗·诺亚每日秀                                                        | 獲獎 | [ 101 ] |
| 2019 | 有色人种进步协会形象奖                                   | 杰出综艺–系列或特辑 | 特雷弗·诺亚：帕特里夏之子                                                | 提名 | [ 101 ] |
| 2019 | 评论家选择实况电视奖                                     | 最佳深夜脱口秀（Best Late-Night Talk Show） | 特雷弗·诺亚每日秀                                                        | 提名 | [ 102 ] |
| 2019 | MTV影视大奖                                              | 最佳主持人（Best Host） | 特雷弗·诺亚每日秀                                                        | 提名 | [ 103 ] |
| 2019 | 黄金时段艾美奖                                           | 杰出综艺谈话系列 | 特雷弗·诺亚每日秀                                                        | 提名 | [ 93 ]  |
| 2019 | 黄金时段艾美奖                                           | 杰出互动节目 | 特雷弗·诺亚每日秀                                                        | 提名 | [ 93 ]  |
| 2019 | 人民选择奖                                               | 2019年度夜间脱口秀（The Nighttime Talk Show of 2019） | 特雷弗·诺亚每日秀                                                        | 提名 | [ 104 ] |
| 2020 | 格莱美奖                                                 | 最佳喜剧集 | 特雷弗·诺亚：帕特里夏之子                                                | 待定 | [ 105 ] |
| 2020 | 评论家选择电视奖                                         | 最佳喜剧特辑（Best Comedy Special） | 特雷弗·诺亚：帕特里夏之子                                                | 待定 | [ 106 ] |

### 有声读物
- [天生有罪：一名南非儿童的故事]. 作者自己阅读. Audible（英语：Audible (store)）. 2016. ISBN 978-1531865047 （英语）.